# Jonathan Lastra
Jonathan Lastra Martínez (Bilbao, 3 de junio de 1993) es un ciclista español que compite con el equipo Cofidis.

## Trayectoria
Debutó como profesional en 2016 con el equipo Caja Rural-Seguros RGA. Comenzó como un destacado corredor de ciclocrós, consiguiendo varios títulos sub-23 y siendo seleccionado para el Campeonato Mundial de Ciclocrós sub-23 en 2013 y 2014 donde acabó entre los 20 primeros. En 2014 fue incorporado a las filas del Caja Rural-Seguros RGA amateur. En septiembre de 2022 el equipo francés Cofidis anunció su fichaje para la temporada 2023.

## Palmarés
2019
- Clásica de Arrábida[2]

2022
- 1 etapa del Trofeo Joaquim Agostinho

## Resultados en Grandes Vueltas
| Carrera | Carrera         | 2016 | 2017 | 2018  | 2019  | 2020 | 2021 | 2022 | 2023 | 2024 | 2025 |
| ------- | --------------- | ---- | ---- | ----- | ----- | ---- | ---- | ---- | ---- | ---- | ---- |
|         | Giro de Italia  | —    | —    | —     | —     | —    | —    | —    | 35.º | —    | 65.º |
|         | Tour de Francia | —    | —    | —     | —     | ―    | —    | —    | —    | —    | —    |
|         | Vuelta a España | —    | —    | 123.º | 101.º | 61.º | Ab.  | —    | —    | Ab.  | ―    |

—: no participa

Ab.: abandono

## Equipos
- Caja Rural-Seguros RGA (2016-2022)
- Cofidis (2023-)